# Kosovaarse kraaier

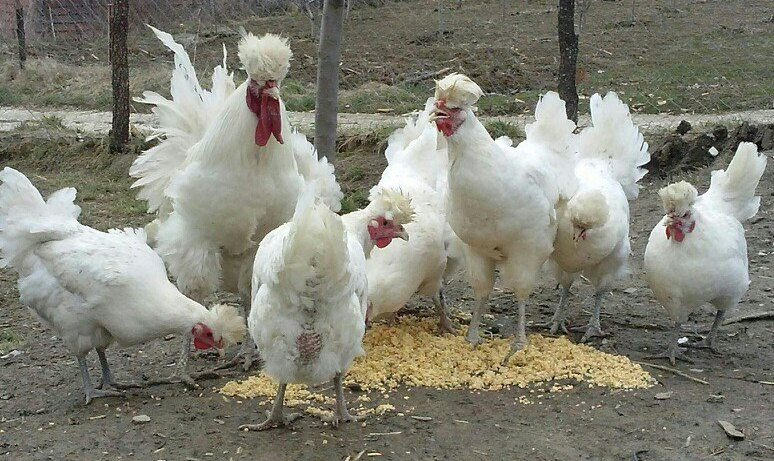
Koppel witte Sandjak-kraaiers

De Kosovaarse kraaier, ook Kosovo-kraaier of Drenica-kraaier genoemd, is een kippenras uit de Balkan, voorkomend in Kosovo, Zuid-Servië en het het Servisch-Montenegrijnse grensgebied. Het behoort tot de langkraaiers.

## Eigenschappen
Hoewel in de oorsprongslanden meerdere kleurslagen gezien worden, is het ras in West-Europa alleen in de zwarte kleurslag bekend. Het is een hoen met tamelijk laagstaand en lang postuur, een relatief vlakke staart en een opvallende kuif. Een kraai kan tot 70 seconden duren. De kraaimelodie is vergelijkbaar met die van de West-Europese Bergse kraaier, waardoor een verre verwantschap verondersteld wordt.

## Varianten
Omdat de thans als Kosovaarse kraaier bekend staande kippen in grote delen van voormalig Joegoslavië voorkomen en de verschillen tot verwarring voerden, werd in 2017 een indeling in enerzijds de algemene of Kosovaarse vorm en anderzijds de Servische vorm of Sandjak-kraaier voorgesteld.

### Algemene vorm
Omdat de vorm uit Kosovo het eerst algemeen bekend werd, vormde deze de basis voor de officiële standaard. De lange vorm en de iets vlakstaande staart is kenmerkend. De zwarte kleurslag is in Kroatië en Frankrijk erkend.

### Sandjak-kraaier
De variant uit het grensgebied tussen Servië en Montenegro wordt ook wel aangeduid als "Sandjak-, Sandschak of Sanjakkraaier". Deze dieren zijn iets zwaarder dan de variant uit Kosovo, hebben een hoogstaande staart en kraaien minder extreem lang. Evenals bij de algemene vorm worden in de landen van herkomst diverse kleurslagen beschreven.

## Verwijzingen
1. ↑  www.youtube.com/watch?v=jFLYXWVCm7Q,opgeroepen op 3 december 2017
2. ↑  Hristo Lukanov: Balkan longcrowing chicken breeds, Juni 2017, aviculture-europe.nl (pdf), geraadpleegd op 20 augustus 2018. Gearchiveerd op 5 augustus 2017.

Ajam pelóng · Bergse kraaier · Bosnische kraaier · Braziliaanse kraaier · Denizli-kraaier · Koeyoshi · Kosovaarse kraaier · Lachhoen ·Tomaru · Totenko · Joerlov-kraaier